# Alloptox
Alloptox — викопний рід зайцеподібних ссавців родини пискухових (Ochotonidae), що існував у міоцені в Євразії. Рештки Alloptox знайдені в Китаї, Греції, Казахстані, Лівії, Монголії, Туреччині, Японії та Угорщині.

## Види
- Alloptox anatoliensis (Unay & Sen, 1976)
- Alloptox chinghaiensis (Qiu et al., 1981)
- Alloptox gobiensis (Young, 1932)
- Alloptox japonicus (Tomida, 2012)
- Alloptox katinkae (Angelone & Hír, 2012)
- Alloptox minor Li 1978